# Alloophorus robustus
El goodeido Bulldog (Alloophorus robustus) es un gran goodeido nativo de México en el río Lerma y otros cercanos del Pacífico, que puede llegar a medir 12,0 cm de longitud.
Es uno de los más difíciles de mantener, debido a la naturaleza depredadora de los adultos, los dueños tienen que alimentarlos con peces pequeños y ver la calidad del agua como con todos los goodeidos.